# الأمير نيكولا دوق أونغيرمانلاند
الأمير نيكولاس دوق أونغيرمانلاند (بالسويدية: Prins Nicolas)‏ (نيكولاس بول غوستاف برنادوت ؛ ولد 15 يونيو 2015) أمير سويدي والطفل الأصغر والابن الوحيد لالأميرة مادلين دوقة هالسنغلاند و غاستريكلاند رجل الأعمال البريطاني الأمريكي كريستوفر أونيل.